# بطولة أوروبا لكرة الماء 1995
بطولة أوروبا لكرة الماء 1995 كان الموسم الـ 22 من بطولة أوروبا لكرة الماء، وجرت المنافسات في فيينا النمسا، ونظمت من قبل الاتحاد الأوروبي للسباحة.

## النتائج
| م       | المنتخب  |
| ------- | -------- |
| ذهبية   | إيطاليا  |
| فضية    | المجر    |
| برونزية | ألمانيا  |
| 4       | كرواتيا  |
| 5       | إسبانيا  |
| 6       | روسيا    |
| 7       | أوكرانيا |
| 8       | بلغاريا  |
| 9       | اليونان  |
| 10      | هولندا   |